# Benedetto Erba Odescalchi
Benedetto Erba Odescalchi, Benedykt II Erba Odescalchi (ur. 7 sierpnia 1679 w Como, zm. 13 grudnia 1740 w Mediolanie) – włoski kardynał (od 30 stycznia 1713) i arcybiskup Mediolanu (1712-1737), arcybiskup tytularny Salonik (1711-1712), mianowany przez papieża Klemensa XI nuncjuszem apostolskim w Polsce w 1712 roku.
Pochodził z zasłużonego dla Kościoła katolickiego rodu Erba Odescalchi. Brał udział w konklawe 1730, które na papieża wybrało Klemensa XII.